# Shopping-ecosysteem
Shopping-ecosysteem is een uit het Engels geleende term, die gebruikt wordt voor een wereldwijd opererend technologisch netwerk, dat zich onder meer bezighoudt met e-commerce. Deze netwerken zijn in staat consumenten en bedrijven in alle fasen van het koopproces van alle mogelijke producten en diensten te voorzien. Dat loopt uiteen van concrete producten tot bijvoorbeeld fulfillment- en betaaldiensten en bezorgdiensten. Het begrip shopping-ecosysteem is ontleend aan het ecosysteem zoals we uit de natuur kennen.

## Voorbeelden
Een van de bedrijven waarvan de producten en diensten zijn uitgegroeid tot een wereldwijd shopping-ecosysteem is Google. Naast de bekende zoekmachine is er onder meer Google AdWords, Google Shopping, Android Pay (het mobiele betaalsysteem van Google) en Google Express (voor de levering van producten).
Ook Amazon heeft zich, sinds het in 1995 begon met het online verkopen van boeken, ontwikkeld tot een mondiaal shopping-ecosysteem. Het bedrijf levert alle denkbare producten en diensten. Met de komst van de Amazon Marketplace werd het ook voor andere aanbieders mogelijk via Amazon hun producten aan te bieden. Daarmee zijn ook bedrijven die voorheen concurrent waren van Amazon.com opgenomen in het netwerk. Oprichter Jeff Bezos heeft vanaf de start van Amazon ernaar gestreefd het bedrijf uit te laten groeien tot een 'everything store'. Eind jaren negentig heeft Bezos gezegd dat Amazon geen retailer is, maar een technologiebedrijf dat zich bezighoudt met e-commerce.
Een derde bedrijf dat zijn activiteiten heeft uitgebouwd tot een wereldwijd shopping-ecosysteem is de van oorsprong Chinese Alibaba Group.
In de Benelux heeft Bol.com zich ontwikkeld tot een lokaal shopping-ecosysteem, met name door de openstelling van de marktplaats bol.com Plaza in 2010

## Bedreiging
De shopping-ecosystemen worden gezien als een bedreiging van de open markt en vrije concurrentie. De Amerikaanse hoogleraar economie Paul Krugman vindt daarom dat het monopsonie van Amazon aan banden gelegd te worden. Volgens de Nederlandse e-commerce expert Wijnand Jongen zijn overheden, retailers en consumenten zich te weinig bewust van de groeiende machtspositie van de mondiale shopping-ecosystemen.